# Цоцолта
Цоцолта (груз. ცოცოლთა, осет. Цоцолтæ) — селение на правом берегу реки Терек у подножия Пастбищного хребта в Трусовском ущелье. Находится в Казбегском муниципалитете Грузии.

## История
До 1944 года здесь проживало 40 дворов. По словам информатора Дзинка Дзантиева (1895 г. рождения), в Цоцолта жили Дзантиевы из Даргавса, Такаевы и Магкаевы из Заки; на окраине селения расположены два двора, хозяев которых местное население называют «Дигуры Булацата». Как здесь рассказывают, в давние времена из Дигории бежал крестьянин. Первоначально он остановился в Каратыкау, где его приютили Булацевы. Затем он переселился в Цоцолта, а за его потомками закрепилось название «Дигуры Булацата».